# بحيرة تشيو لان
بحيرة تشيو لان (بالإنجليزية: Cheow Lan Lake) هي بحيرة صناعية تقع ضمن منتزه خاو سوك الوطني في محافظة سورات ثاني جنوب تايلند، تُعد واحدة من أجمل البحيرات في البلاد، وتتميّز بمناظر طبيعية تجمع بين الجبال الكلسية، الغابات المطيرة، والمياه الزرقاء العميقة.

## البيئة والسياحة
أُنشئت البحيرة عام 1987 بعد بناء سد لتوليد الكهرباء وتخزين المياه، غمرت المياه واديًا واسعًا، فنتجت بحيرة بمساحة تُقدَّر بـ 165 كيلومترًا مربعًا.
تقع البحيرة في منطقة غنية بالتنوع البيولوجي، وتحيط بها غابات استوائية تُعد من الأقدم في العالم. تشتهر بمشاهدها الطبيعية الشبيهة بخليج ها لونج في فيتنام.
تُعد البحيرة وجهة شهيرة للسياحة البيئية، وتشمل الأنشطة المتاحة فيها: ركوب القوارب الطويلة، والإقامة في أكواخ طافية، والمشي في الغابة واستكشاف الكهوف بالإضافة إلى مراقبة الحيوانات البرية والطيور.